# Flabellum daphnense
Flabellum daphnense är en korallart som beskrevs av John Wyatt Durham och Barnard 1952. Flabellum daphnense ingår i släktet Flabellum och familjen Flabellidae. IUCN kategoriserar arten globalt som otillräckligt studerad. Inga underarter finns listade i Catalogue of Life.